# Parlamentswahl in Nordmazedonien 2020
- Levica: 2
- SDSM: 46
- ASH: 12
- BDI: 15
- PDSH: 1
- VMRO: 44

Die Parlamentswahl in Nordmazedonien 2020 zum Parlament der Republik Nordmazedonien war vorgezogen und fand am 15. Juli 2020 statt. 
Es war die erste Wahl seit Nordmazedoniens Beitritt zur NATO und der Namensänderung zu Nordmazedonien.

## Wahlverfahren
Bei den Parlamentswahlen ist das Land in sechs Zonen geteilt, die jeweils 20 Abgeordnete wählen. Im Oktober 2008 wurden drei Zonen hinzugefügt: Nord- und Südamerika, Europa sowie Asien und Australien, die je einen eigenen Abgeordneten stellen. In diesen Zonen sollen im Ausland lebende Staatsbürger für das Parlament wählen können. 
Angewendet wurde diese neue Regelung bereits bei den Parlamentswahlen 2011, wo die Anzahl der Abgeordneten dann auf 123 erhöht wurde. Bei der Wahl 2016 wurde die Zahl der Abgeordneten wieder auf 120 reduziert, da die Wahlbeteiligung zu gering war. 

## Bündnisse, Parteien und Kandidaten
| Partei/Bündnis | Partei/Bündnis                            | Partei-/Bündnisführer | Politische Ausrichtung                   | Bemerkungen                                                                                    |
| -------------- | ----------------------------------------- | --------------------- | ---------------------------------------- | ---------------------------------------------------------------------------------------------- |
|                | Wir können                                | Zoran Zaev            | Sozialdemokratie                         | Bündnis aus: SDSM, DOM, Dostoinstvo, LDP, B, VMRO-NP, NSDP, VMRO für Mazedonien, OM und andere |
|                | Wiederaufbau Mazedoniens                  | Hristijan Mickoski    | Christdemokratie, Nationalkonservatismus | Bündnis aus: VMRO-DPMNE, SPM, GROM, MAAK, STLS, DPSM, SNSM, SDA und andere                     |
|                | Demokratische Union für Integration (BDI) | Naser Ziberi          | Konservatismus, Albanische Minderheit    | —                                                                                              |
|                | Aleanca për Shqiptarët (ASh)              | Ziadin Sela           | Albanische Minderheit                    | Im Bündnis mit Alternativa                                                                     |
|                | Albanische Demokratische Partei (PDSH)    | Menduh Thaçi          | Albanischer Nationalismus                | —                                                                                              |
|                | Levica                                    | Dimitar Apasiev       | Demokratischer Sozialismus               | —                                                                                              |

## Wahlergebnis
|                                         | Sozialdemokratische Liga Mazedoniens (SDSM) mit DOM, Dostoinstvo, LDP, B, VMRO-NP, NSDP, VMRO für Mazedonien und OM                                                 | 327.408 | 35,89 | 46 | −8 |
|                                         | Innere Mazedonische Revolutionäre Organisation – Demokratische Partei für Mazedonische Nationale Einheit (VMRO-DPMNE) mit SPM, GROM, MAAK, STLS, DPSM, SNSM und SDA | 315.344 | 34,57 | 44 | −7 |
|                                         | Demokratische Union für Integration (BDI) | 104.699 | 11,48 | 15 | +5 |
|                                         | Aleanca për Shqiptarët (ASh) | 81.620  | 8,95  | 12 | +9 |
|                                         | Levica | 37.426  | 4,10  | 2  | +2 |
|                                         | Albanische Demokratische Partei (PDSH) | 13.930  | 1,53  | 1  | −1 |
|                                         | Sonstige | 77.253  | 3,48  | —  | —  |
| Wahlbeteiligung                         | Wahlbeteiligung | 943.750 | 52,02 |    |    |
| Quelle: Nordmazedonische Wahlkommission | |         |       |    |    |